# Fabian von Klitzing
Fabian von Klitzing (* 1956) ist ein deutscher Schauspieler, Hörbuch-, Hörspiel- und Synchronsprecher.
Klitzing absolvierte eine Schauspielausbildung und war unter anderem schon Sprecher des Bayerischen Rundfunk, des ZDF und des Discovery Channel. Er sprach mehrere Bücher aus der Langenscheidt Wörterbuchreihe ein.

## Filmographie
- 2002: Die Freunde der Freunde
- 2003: Unter Verdacht: Eine Landpartie
- 2003: Forsthaus Falkenau
- 2003: Simones Labyrinth
- 1988, 2003: SOKO München
- 2005: Munich Mambo
- 2006: Das Leben der Anderen
- 2007: Vorne ist verdammt weit weg
- 2007–2010: Kreuzfahrt ins Glück
- 2010: Rosamunde Pilcher: Wohin du auch gehst
- 2010: Unsere Farm in Irland
- 2016: Once upon a Time

## Synchronsprecher
- 1984: Niklaas, ein Junge aus Flandern: Herr van Eyk
- 1985: Asterix – Sieg über Cäsar: Lucullus, Gehilfe des Kochs
- 1985: Bibos abenteuerliche Flucht
- 1986: Transformers – Der Kampf um Cybertron: Erzähler
- 1986: Star Trek IV: Zurück in die Gegenwart: Captain Joel Randolph
- 1989: Abyss: Barnes
- 2003: Big Fish: Econ-Professor
- 2001–2005: Star Trek: Enterprise: Botschafter Soval
- 2012: Um jeden Preis – At Any Price: Pastor
- 2014: American Sniper: Tobert Clotworthy
- Law & Order: Paul Robinette
- X-Men: Cyclops, Scott Summers
- Tauschrausch: C.A.R.T.E.R.
- Dead to Me: Doug
- House of the Dragons: Septon Konstans

## Hörspiele (Auswahl)
- 1986: Arkadi und Boris Strugazki: Ein Käfer im Ameisenhaufen (Sprecher) – Bearbeitung und Regie: Bernd Lau (Hörspielbearbeitung, Science-Fiction-Hörspiel – BR/HR)
- 2008: Justin Hoffmann: Ortiz destructs. Ein Porträt des Destruktionskünstlers Raphael Montanez Ortiz (Heinz Peter  ) – Realisation: Justin Hoffmann ( Ars acustica – BR)
- 2010: Mira Alexandra Schnoor: Kafkas Process – Geschichte eines Fragments – Realisation: Mira Alexandra Schnoor (Essay – BR)

Quelle: ARD-Hörspieldatenbank